# Ute Vinzing
Ute Vinzing (* 9. September 1936 in Wuppertal) ist eine deutsche Opernsängerin (Sopran) und Kammersängerin.

## Leben

### Ausbildung und künstlerische Anfänge
Vinzing erlernte zunächst den Beruf der Schneiderin. Sie nahm dann privat Gesangsunterricht, zunächst bei Elisabeth Boeker in Lüdenscheid. Ohne Wissen ihrer Familie setzte sie dann ihre Studien bei Francesco Carrino in Düsseldorf weiter fort. Nach Abschluss ihrer Ausbildung sang sie im Frühsommer 1966 Wilhelm Pitz, dem damaligen Chordirektor der Bayreuther Festspiele, vor, um ein Engagement im Bayreuther Festspielchor zu erhalten. Pitz lehnte ihre Stimme jedoch als zu groß für den Chor ab und riet ihr zu einer Laufbahn als Solistin.
Im Dezember 1966 gewann sie den 1. Preis beim erstmals veranstalteten Berliner Gesangswettbewerb mit Josef Greindl und Elisabeth Grümmer als Jury-Mitgliedern. Sie erhielt daraufhin ein Vorsingen bei Wieland Wagner, der sie Bernhard Klee, dem damaligen Generalmusikdirektor an den Städtischen Bühnen Lübeck weiterempfahl, der sie daraufhin fest ins Lübecker Ensemble engagierte.
1967 debütierte sie am Theater Lübeck mit der jugendlich-dramatischen Rolle der Marie in der Oper Die verkaufte Braut. In den folgenden drei Jahren ihres Lübecker Engagements (bis 1970) erarbeitete sie dort insgesamt 14 Hauptrollen. Zunächst wurde sie hauptsächlich im italienischen Fach eingesetzt, sang diese Rollen aber, wie damals noch üblich, alle in deutscher Sprache. Zu ihren Lübecker Rollen gehörten u. a. Mimì in La Bohème, die Titelrolle in Madame Butterfly, Desdemona in Otello, die Forza-Leonore sowie Rollen im zeitgenössischen Repertoire, wie in Auferstehung von Ján Cikker und die Braut in Fortners Bluthochzeit. In Lübeck übernahm sie auch ihre ersten Wagner-Partien: Elisabeth in Tannhäuser und Senta in Der Fliegende Holländer.
Von 1971 bis 1976 war Vinzing unter der Intendanz von Kurt Horres am Opernhaus Wuppertal engagiert, wo sie ihr dramatisches Rollenfach erweiterte. Im italienischen Fach fügte sie die Abigail in Nabucco, die Elisabeth von Valois in Don Carlos und die Titelrolle in Tosca ihrem Repertoire hinzu. In Wuppertal sang sie 1974 auch erstmals die Brünnhilde in Wagners Der Ring des Nibelungen. Ihre Abschiedsrolle in Wuppertal war 1976 die Kundry in Parsifal. Seit 1976 war Vinzing ausschließlich als freischaffende Sängerin tätig.

### Gastspiele in Deutschland, der DDR und Österreich
Bereits ab 1972 gastierte Vinzing umfangreich an bundesdeutschen Bühnen. Während ihres Lübecker Engagements gastierte sie mehrfach an der Deutschen Oper am Rhein. Dort hatte sie insbesondere mit der Partie der Senta, die sie im Laufe ihrer Karriere in über 100 Vorstellungen sang, großen Erfolg. 1972 sang sie am Theater Hagen erstmals die Isolde in Tristan und Isolde. 1973 übernahm sie am Opernhaus Nürnberg die Kaiserin in Die Frau ohne Schatten (Regie: Hans-Peter Lehmann, Dirigent: Hans Gierster) mit Karl-Heinz Thiemann (Kaiser) und Astrid Varnay (Amme) als Partnern. 
1976 sang sie am Staatstheater Hannover zum ersten Mal die Titelrolle in Elektra mit Anny Schlemm als Klytämnestra. An der Staatsoper Hannover trat sie im weiteren Verlauf ihrer Karriere immer wieder und regelmäßig auf. In der Spielzeit 1981/82 übernahm sie am Staatstheater Hannover die Kundry in einer Parsifal-Neueinstudierung (Premiere: September 1981) mit Siegfried Jerusalem (Parsifal) und Bent Norup (Klingsor) als Partnern; „sie beeindruckte durch intensive Darstellung und durch sichere Beherrschung ihres durchschlagkräftigen, in allen Lagen voll timbrierten Soprans mit profunder Tiefe und klaren Höhen“. Im März/April 1981, im April 1982 und noch einmal im März 1983 trat sie in Hannover bei Gala-Vorstellungen und in Repertoirevorstellungen als Elektra auf (Dirigenten: Heinz Fricke, George Alexander Albrecht, Ralf Weikert und Ferdinand Leitner). Ihre Elektra im April 1981 (anstelle der Färbersfrau in einer geplanten, aber ausgefallenen Frau ohne Schatten-Vorstellung) „strahlte auch in den letzten Momenten noch Intensität aus“ und wurde als „wirklich große Leistung“ von der Kritik gewürdigt. Im April 1981 übernahm sie die Färbersfrau in einer Frau ohne Schatten-Repertoirevorstellung; sie war „in jeder Beziehung herausragend“ und „begeisterte sowohl in der Darstellung als auch durch die perfekte Führung ihrer durchschlagskräftigen Stimme“ Publikum und Kritiker. Im Juni 1981 sang Vinzing am Staatstheater Hannover die Siegfried-Brünnhilde „mit leuchtender, in weiten Bögen schwingender Stimme überlegen und zuverlässig“; „sie entfaltete eine ungeheuere Kraft und holte auch darstellerisch viel aus der Partie heraus“.
Seit Ende der 1970er Jahre trat sie regelmäßig an der Deutschen Oper Berlin auf. Sie sang hier mehrfach die Färberin in Die Frau ohne Schatten, mit der sie im September 1978 einen „Sensationserfolg“ hatte. Im Februar 1981 „entsprach Vinzing sowohl stimmlich als auch darstellerisch voll den in sie gesetzten hohen Erwartungen; sie offenbarte mit überzeugender Intensität den Wandel der Färbersfrau von der unausgefüllten zänkischen Frau zur liebenden Gattin“. Im Februar 1981 sang sie in Berlin auch die Elektra. Ihre Textinterpretation war „sowohl verständlich als auch durchdacht“, die Darstellung „packend“, ohne die „geringste stimmliche Ermüdung“. Vinzing wurde in Vokal- und Spielintensität von der Kritik mit der in Berlin in dieser Rolle als bisher unübertroffen geltenden Sopranistin Ursula Schröder-Feinen verglichen. Im Juni 1988 war sie „souverän“ die Brünnhilde in der Götterdämmerung-Galavorstellung zum 75. Geburtstag des Dirigenten Heinrich Hollreiser. Im September 1988 sang Vinzing die Elektra auch beim Rollendebüt von Ruth Hesse als Klytämnestra. Im Februar 1990 übernahm Vinzing erneut die Titelpartie, „die ihr unter den heutigen Sängerinnen so gut wie keine nachsingt“; Vinzing sang „stimmstark“, wenngleich „nicht unproblematisch im Registerübergang“. Im Mai 1990 sang sie an der Deutschen Oper Berlin die Brünnhilde im vollständigen Ring-Zyklus. Im September 1990 trat Vinzing bei einem Gastspiel der Dresdner Staatsoper im Rahmen der Berliner Festwochen erneut an der DOB als Elektra „mit großer Professionalität und unerschütterlichem Durchhaltevermögen“ auf.
In der Spielzeit 1982/83 übernahm sie am Theater Augsburg die Brünnhilde in der Götterdämmerung in der Wiederaufnahme des letzten Teils des Wagnerschen Ring-Zyklus. Vinzing sang „trotz unnötigen Forcierens in der Tiefe eine ausgezeichnete Brünnhilde; ihre Stimme verfügt[e] über ausreichendes Volumen und das nötige Durchhaltevermögen, um die ganze Oper ohne Ermüdungserscheinungen durchzustehen“.
Sie gastierte außerdem an der Staatsoper Hamburg (u. a. als Leonore in Fidelio, in der Spielzeit 1982/83 als Kundry, später dann in der Spielzeit 1989/90 als Färberin in der Wiederaufnahme der Frau ohne Schatten), an der Bayerischen Staatsoper München (u. a. als Isolde, Brünnhilde und im April 1985 als Kundry in Parsifal), am Staatstheater Karlsruhe (Spielzeit 1984/85; im November 1984 als Isolde in Tristan und Isolde, im April 1985 als Brünnhilde im Ring-Zyklus, im Juni 1985 als Ortrud, kurzfristig als Einspringerin, im Juli 1985 dann als Färberin, im Mai 1987 als Fidelio-Leonore), an der Staatsoper Stuttgart (Spielzeit 1984/85; als Isolde), an der Oper Köln (1986 als Isolde), am Staatstheater Kassel, an der Staatsoper Dresden (als Elektra) und am Opernhaus Bonn (Spielzeit 1986/87 als Elektra; Spielzeit 1990/91 als Färberin). Im Juni 1988 sang sie die Walküren-Brünnhilde in einer konzertanten Aufführung in der Kölner Philharmonie mit dem Gürzenich-Orchester (Dirigent: Marek Janowski); sie überzeugte dabei mit „Umfang und Volumen ihres scheinbar mühelos eingesetzten Prachtsoprans“. Im November 1988 folgte dort dann, ebenfalls konzertant, die Siegfried-Brünnhilde, im Juni 1989 dann noch die Brünnhilde in der Götterdämmerung.
In der Spielzeit 1983/84 gastierte sie als Isolde an der Staatsoper Unter den Linden in Ost-Berlin (Dirigent: Heinz Fricke; Tristan: Spas Wenkoff). In der Spielzeit 1985/86 übernahm sie an der Staatsoper Dresden die Titelrolle in einer Elektra-Neuinszenierung von Ruth Berghaus.
Vinzing gastierte zwischen 1976 und 1991 außerdem in über 30 Vorstellungen an der Wiener Staatsoper (u. a. als Fidelio-Leonore, Elektra, Färberin in Die Frau ohne Schatten, Kundry, Brünnhilde und Isolde). Sie debütierte dort im September 1976 als Senta; ihre letzte Rolle an der Wiener Staatsoper war im Juni 1991 die Färberin. Im Februar 1981 sang sie in Wien unter der musikalischen Leitung von Heinrich Hollreiser die Isolde; sie war eine „schöne Bühnenerscheinung“ und setzte ihr „herrliches, goldglänzendes, in allen Lagen sicheres, beseeltes Stimmaterial“ ein. Im Mai 1985 sang sie in Wien in einem Wagner-Konzert unter der musikalischen Leitung von Leonard Bernstein die Rolle der Brünnhilde im 3. Akt von Siegfried und in der Finalszene der Walküre, mit James King und Thomas Stewart als Partnern.
1983 gastierte sie im Rahmen des Brucknerfestivals in Linz in einer konzertanten Tristan-Aufführung als Isolde (mit René Kollo als Partner). 1988 sang sie beim Internationalen Brucknerfest Linz die Walküren-Brünnhilde in einer konzertanten Aufführung mit dem Bruckner Orchester Linz (Dirigent: Bruno Moretti).

### Internationale Gastspiele
1977 trat sie an der Grand Opéra Paris als Walküren-Brünnhilde im Ring-Zyklus auf. Im Februar 1985 sang sie dort dann, unter der musikalischen Leitung von Marek Janowski, die Isolde mit René Kollo (Tristan) als Partner.
Im Juni 1983 war sie eine der drei Sopran-Solistinnen bei einer Aufführung der 8. Sinfonie („Sinfonie der Tausend“) von Gustav Mahler an der Basilica dei Santi Giovanni e Paolo in Venedig, unter der musikalischen Leitung von Eliahu Inbal. In der Saison 1983/84 sang sie am Teatro Comunale di Bologna die Isolde in einer Tristan-Neuinszenierung in der Regie von Juri Ljubimow. Im Sommer 1984 sang sie die Brünnhilde bei den Ring-Aufführungen im nordamerikanischen Seattle in der Inszenierung von George London. Im April 1984 gastierte sie bereits als Brünnhilde in Die Walküre mit dem Ensemble der Metropolitan Opera bei zwei Gastspielen im Kennedy Center for the Performing Arts in Washington, D.C.; ihr eigentliches MET-Debüt erfolgte im Dezember 1984 im Metropolitan Opera House mit der Titelrolle in Elektra.
In der Spielzeit 1984/85 gastierte sie am Grand Théâtre de Genève als Isolde in einer Neuinszenierung von Tristan und Isolde.
International trat sie außerdem am Königlichen Opernhaus Kopenhagen (als Isolde), mehrfach am Teatro Colón (1977 als Isolde mit Jess Thomas als Partner; 1980 als Ortrud in Lohengrin mit Jess Thomas in der Titelrolle; 1987 als Elektra mit „Stimmstärke und bedingungslosen Einsatz, namentlich im orgiastischen Schluß“; außerdem dort als Brünnhilde), am Teatro Comunale di Firenze (Oktober 1988; als Isolde) und am Opernhaus von Marseille (1989 als Elektra; 1992 als Färberin) auf. In Marseille sang sie im Oktober 1992, „den Anforderungen ihrer exponierten Partie stimmlich voll genügend“, auch letztmals die Färberin, die sie als „energische, willensstarke Frau ohne Hysterie und deplatzierte Emphase“ verkörperte.

### Ehrung und Bühnenabschied
Ute Vinzing wurde mit dem Titel einer Kammersängerin ausgezeichnet. Im Oktober 1993 beendete sie ihre Bühnenlaufbahn im Rahmen eines Gala-Konzerts in der Lübecker Holstentorhalle. Sie sang Ausschnitte aus den Opern Die Walküre und Götterdämmerung, in denen ihre langjährigen Bühnenkollegen Donald McIntyre (Wotan) und Spas Wenkoff (Siegfried) ihre Partner waren.

### Privates
Vinzing war mit dem Musiker und Musikprofessor Claus Rößner (1936–2016) verheiratet, den sie während ihres Lübecker Engagements kennengelernt hatte. Rößner war von 1961 bis 1971 musikalischer Assistent von Karl Böhm in Bayreuth, später Erster Kapellmeister in Lübeck und Professor für Korrepetition an der Berliner Hochschule der Künste.

## Repertoire
Vinzing machte sich als Vertreterin des jugendlich-dramatischen, insbesondere aber des hochdramatischen Repertoires, und als Wagner-Sängerin einen Namen. Sie galt als eine der wenigen „echten hochdramatischen Sängerinnen“ im deutschen Sprachraum. Sie sang im Verlauf ihrer Karriere etwa 50 verschiedene Rollen. Im späteren Verlauf ihrer Karriere reduzierte sie ihr Repertoire auf etwa zehn bis zwölf Kernpartien, hauptsächlich im Wagner- und Strauss-Fach (u. a. Brünnhilde, Isolde, Ortrud, Kundry, Elektra, Färberin). Vinzing beschränkte ihre Auftritte aufgrund der Schwierigkeit ihrer Partien auf etwa 35–40 Abende pro Jahr.
Zwischen 1974 und 1987 sang Vinzing die Rolle der Brünnhilde in über 10 verschiedenen vollständigen Ring-Zyklen, u. a. in Wuppertal (1974), Hannover (Februar 1983; in Die Walküre und Siegfried), Karlsruhe (April 1985, Juni/Juli 1988 in Götterdämmerung), Düsseldorf, Hamburg, Berlin (März 1986 im kompletten Ring-Zyklus, in Die Walküre mit „großer musikalischer Sicherheit und darstellerischer Reife“; da „sitzt jeder Ton, man hört jeder Phrase die Durchdachtheit und Erfahrung an“, im November 1986 wieder in Götterdämmerung; außerdem im März 1989 und Mai 1990), Köln (Juni/November 1988 und Juni 1989; im konzertanten Ring unter Marek Janowski), Wien, Genf, Seattle (Juni und August 1984), Barcelona (März 1985; als Siegfried-Brünnhilde), Buenos Aires, Paris (1977, Februar 1986), München (Mai/Juni 1987, Januar 1988 mit „sieghafte[n] Spitzentönen“, aber teilweise auch „ausbrechender Stimme“) und Orange (Juli 1988).
Im Juli 1981 war sie, „sehr engagiert“, an der Deutschen Oper Berlin (DOB) in der Götterdämmerung-Aufführung auch Partnerin von Hans Beirer, in der Beirer anlässlich seines 70. Geburtstags noch einmal als Siegfried im Ring-Zyklus auftrat.

## Tondokumente
Ute Vinzings Opernschaffen ist auf Schallplatten nur unzulänglich dokumentiert, da Vinzing im Verlaufe ihrer Karriere an keine Plattenfirma gebunden war. Es existieren lediglich zwei offizielle Tondokumente.
1984 erschien, zunächst auf Schallplatte, später auch auf CD, ein Live-Mitschnitt einer konzertanten Aufführung der Oper Elektra, in der sie die Titelrolle singt. Die Aufnahme entstand 1984 in Paris mit dem Orchestre Nationale de France unter der musikalischen Leitung von Christof Prick; ihre Partner waren Leonie Rysanek (Chrysothemis), Maureen Forrester (Klytämnestra) und Bent Norup (Orest). 1987 erschien bei EMI eine ungekürzte Studio-Gesamtaufnahme der Oper Die Frau ohne Schatten mit Wolfgang Sawallisch als Dirigent, in der Vinzing die Partie der Färberin singt.
Eine von der EMI bereits geplante Studio-Aufnahme der Oper Elektra mit Vinzing in der Titelpartie und Klaus Tennstedt als Dirigent kam nicht zustande. Es existieren jedoch einige Rundfunkaufnahmen Vinzings. Bei dem Label Gala erschien außerdem 2006 eine CD-Box mit Live-Aufnahmen aus den Jahren 1972 bis 1985.